# Strike (bowling)
Un strike (también conocido como pleno, chapó, chuza o moñona) es un término utilizado en bowling para indicar que todos (10) los bolos (pinos) han sido derribados por el primer lanzamiento en el par de tiros que ocurre en cada jugada. En una hoja de puntuación, un strike es simbolizado por una X.

## Puntuación
Cuando los diez bolos han sido totalmente derribados por la primera tirada del par de tiros de cada jugada (se refiere que se ha realizado un strike y se presenta en la puntuación con una X), el jugador recibe 10 puntos, más una puntuación adicional de lo que ocurra en los siguientes dos tiros. De esta manera, los puntos obtenido con los siguientes dos tiros después del strike se contabiliza dos veces.
Tirada 1, bola 1: 10 bolos (strike)
Tirada 2, bola 1: 3 bolos
Tirada 2, bola 2: 6 bolos
La puntuación total de estos tiros son: 
- Tirada 1: 10 + (3 + 6)= 19
- Tirada 2: 3 + 6 = 9

TOTAL = 28

## Strikes consecutivos
Algunas veces los strike consecutivos son más difíciles de calcular. Hoy en día, la mayoría de los partidos de bolos son puntuados por ordenador que hace los cálculos mucho más fáciles.
Un jugador que logra varios strikes consecutivo puntuaría de la siguiente forma:
Tirada 1, bola 1: 10 bolos (strike)
Tirada 2, bola 1: 10 bolos (strike)
Tirada 3, bola 1: 4 bolos
Tirada 3, bola 2: 2 bolos
La puntuación de estos tiros seria: 
- Tirada 1: 10 + (10 + 4)= 24
- Tirada 2: 10 + (4 + 2) = 16
- Tirada 3: 4 + 2 = 6

TOTAL = 46
La mayor puntuación que se puede obtener de una tirada son 30 points (10 puntos por el strike original, más los dos siguientes strikes en las dos siguientes tiradas).
Un jugador que tira un strike en la tirada 10 (la última tirada) se le permite tirar otras dos bolas para que así se puede calcular los puntos adicionales. Si estos dos siguientes tiros también resultan ambios en strikes, un total de 30 puntos (10 + 10 +10) se le puntúa al jugador. En este caso, los puntos adicionales no cuentan por sí mismos. Solamente cuentan como puntos adicional para el strike original.
- Datos: Q763850